# Línea Escárcega-Calkiní
La línea Escárcega-Calkini es una línea de 235 km del Tren Maya de ancho internacional que unirá las estaciones de Escárcega y Calkiní.
Es propiedad de la empresa pública, Olmeca-Maya-Mexica. El tren presta tres tipos de servicios: tren de pasajeros, tren turístico y tren de carga.

### Estaciones
Las estaciones de la línea ferroviaria son las siguientes:
| Estación                  | Inauguración            | Municipio   | Tipo de estación | Conexiones                                                                     |  |
| Escárcega                 | En construcción         | Escárcega   | Estación         |                                                                                |  |
| Carrillo Puerto           | En construcción         | Champotón   | Paradero         | Otros servicios - Base de mantenimiento                                        |  |
| Edzná                     | En construcción         | Campeche    | Estación         | Otros servicios - Aeropuerto Internacional Ing. Alberto Acuña Ongay - Cocheras |  |
| San Francisco de Campeche | 15 de diciembre de 2023 | Campeche    | Estación         |                                                                                |  |
| Tenabo                    | 15 de diciembre de 2023 | Tenabo      | Paradero         |                                                                                |  |
| Hecelchakán               | 15 de diciembre de 2023 | Hecelchakán | Paradero         |                                                                                |  |
| Calkini                   | 15 de diciembre de 2023 | Calkiní     | Paradero         |                                                                                |  |